# Пещера Ласточек
Пещера Ласточек (исп. Sótano de las Golondrinas, англ. Cave of Swallows) — пещера карстового происхождения в Мексике, в штате Сан-Луис-Потоси.
По форме пещера представляет собой расширяющийся вниз конусообразный (или бутылкообразный) карстовый провал. Отверстие пещеры на поверхности земли имеет эллиптическую форму (в плане круглая, так как располагается на склоне) и имеет размеры 49 на 62 метра, глубина провала от 333 до 376 метров (отверстие на поверхности расположено на склоне). На дне пещера имеет вытянутую в плане форму, близкую к овалу с одной почти ровной стороной.. Дно пещеры имеет максимальный размер 303 на 135 метров и проходы на более глубокие уровни, которые вероятно существуют, пока исследованы слабо.
К пещере ведёт узкая пешеходная тропа и грунтовая дорога по которой могут проехать лишь внедорожники.
Размеры пещеры таковы, что в ней легко можно поместить знаменитый Нью-Йоркский небоскрёб Крайслер-билдинг.
Испанское название пещеры происходит от мексиканского названия ласточек — Golondrinas. Однако населяют пещеру стрижи вида Ошейниковый американский стриж и попугаи вида Мексиканская аратинга. По утрам стаи птиц летят по спирали, набирая высоту, пока не достигнут выхода из пещеры. По вечерам стрижи возвращаются в пещеру, причём они пикируют стаями по нескольку десятков особей пока не достигнут уровня своего гнездовья в пещере. Наблюдение за поведением птиц стало одним из любимых занятий туристов, посещающих вход в пещеру.
Пещера также довольно густо населена насекомыми и змеями. Из-за большого количества гуано на полу пещеры, испарений, наличия в воздухе большого количества бактерий, а на стенах грибков и плесени, длительное нахождение в пещере без фильтров и кислородного оборудования опасно.
С целью сохранения экологического комплекса пещеры спуск в неё разрешён лишь по одной (низкой) стороне свободной от препятствий. У входа в пещеру с этой стороны закреплены анкеры. Спуск в пещеру занимает около 20 минут на альпинистском снаряжении и около 10 секунд при затяжном прыжке с парашютом. Восхождение наверх занимает около двух часов и требует хорошей альпинистской и физической подготовки.
Пещера была известна людям, населявшим эту местность с древних времён. Первое документальное исследование пещеры было произведено 27 декабря 1966 года.
В последние годы пещера стала излюбленным местом бейсджамперов.
В пещере происходила часть съёмок фильма «Санктум».